# تیفانی وایمر
تیفانی وایمر (انگلیسی: Tiffany Weimer؛ زادهٔ ۵ دسامبر ۱۹۸۳) بازیکن فوتبال اهل ایالات متحده آمریکا است.
از باشگاه‌هایی که در آن بازی کرده‌است می‌توان به باشگاه فوتبال سانتوس، بوستون بریکرز، باشگاه فوتبال آی‌ای‌کی، باشگاه فوتبال زنان سانتوس، باشگاه فوتبال ونکوور وایتکپس، باشگاه فوتبال پورتلند تورنز، واشینگتن اسپیریت، مجیک‌جک، گلد پراید، و واشینگتن فریدام اشاره کرد.
وی همچنین در تیم ملی فوتبال زیر ۲۳ سال زنان ایالات متحده آمریکا بازی کرده‌است.